# Bischöfliche Clara-Fey-Schule
Die Bischöfliche Clara-Fey-Schule ist ein Schulkomplex in Schleiden in der Eifel. Sie umfasst sowohl einen Gymnasial- als auch einen Realschulzweig mit gemeinsamer Schulleitung und gemeinsam genutzten Gebäuden. Beide sind römisch-katholische Privatschulen in der Trägerschaft des Bistums Aachen.

## Geschichte

### Höhere Mädchenschule im Schleidener Tal
1902 wurde in Schleiden eine Töchterschule in privater Trägerschaft gegründet, um auch Mädchen den Besuch der Höheren Schule zu ermöglichen. Im Jahr 1918 wechselte die Trägerschaft der Schule in kirchliche Hand. Die Schwestern vom armen Kinde Jesus unterrichteten fortan die Schülerinnen, womit auch ein Wechsel des Schulgebäudes einherging. Zunächst diente das Haus Geisen in Schleiden als Schulstätte, später das Anna-Clara-Haus.
Im Jahr 1939 untersagten die Nationalsozialisten den weiteren Betrieb der konfessionellen Schule, sodass die meisten Schülerinnen auf das Städtische Gymnasium in Schleiden wechselten.

### Neugründung als Anna-Clara-Schule und Umbenennung in „Clara-Fey-Gymnasium“
Im Jahr 1960 gründeten die Schwestern vom armen Kinde Jesus an gleicher Stelle die Anna-Clara-Schule, die am 21. April eröffnet wurde. Die Schule hatte im Eröffnungsjahr 33 Schülerinnen und ein Übergangsbau diente als Schulgebäude. Der Unterricht wurde weitestgehend von Ordensschwestern erteilt.
War die Schule zunächst nur unter Entwicklungs-Vorbehalt eröffnet worden, erhielt sie im Jahr 1966 die offizielle Genehmigung als Vollanstalt. Zeitgleich wurde die Schule in Clara-Fey-Gymnasium umbenannt. Aufgrund ihres Einsatzes für die schulische Bildung bedürftiger Kinder fiel die Wahl der Namensgeberin auf die Gründerin der Kongregation der Schwestern vom armen Kinde Jesus, die Ordensschwester Clara Fey.

### Erneuter Wechsel der Trägerschaft, Ausbau der Gebäude und Koedukation
Im Juli 1973 wechselte die Trägerschaft der Schule erneut. Die Trägerschaft ging nunmehr an das Bistum Aachen über. Mit dem Wechsel der Trägerschaft ging auch ein personeller Wechsel in der Schulleitung einher.
Unter der neuen Trägerschaft wuchs die Zahl der Schüler beständig, was den Bau eines Erweiterungsgebäudes erforderte. Der Bau wurde 1979 beantragt und am 2. Februar 1985 von Bischof Klaus Hemmerle eingeweiht.
Im Jahr 1989 gab es erstmals eine vollumfängliche Koedukation am Clara-Fey-Gymnasium Schleiden. Mit der dadurch weiter steigenden Schülerzahl kam es im Jahr 1995 zu einer erneuten Erweiterung des Schulgebäudes.

### Clara-Fey-Schule
Mit der Eröffnung der Clara-Fey-Realschule durch das Bistum Aachen im Jahr 2017 erfolgte eine neue Darstellung. Gymnasium und Realschule, die sich die Gebäude des ehemaligen Clara-Fey-Gymnasiums teilen und auch personelle Verbindungen aufweisen, firmieren nun gemeinsam unter dem Namen Clara-Fey-Schule.
Im Jahr 2020 belief sich die Schülerzahl auf 952, wovon 169 auf die Realschule und 783 auf das Gymnasium entfielen.
Für das Schuljahr 2023/2024 ist das Gymnasium als Bündelungsgymnasium ausgewiesen.

## Leitbild und Partnerschaften
In der Tradition Clara Feys und in Anbetracht der römisch-katholischen Trägerschaft nehmen Werte wie Solidarität, Gerechtigkeit insbesondere gesellschaftlich benachteiligter Menschen einen besonderen Stellenwert im Selbstverständnis der Clara-Fey-Schule ein. So ist die Clara-Fey-Schule (bzw. ehemals das Clara-Fey-Gymnasium) seit 2013 Partnerschule von Misereor.
Im MINT-Bereich sowie auf der Ebene der Digitalisierung ist die Clara-Fey-Schule seit 2016 als MINT-freundliche Schule, seit 2017 als Digitale Schule (jeweils von der Initiative „MINT Zukunft schaffen“) sowie seit 2021 als MINT-EC-Schule ausgezeichnet.
Als sogenannte Nationalpark-Schule besteht außerdem eine Kooperation mit dem Nationalpark Eifel.